# Anémones et Vase chinois
Anémones et Vase chinois est un tableau réalisé par le peintre français Henri Matisse en 1922. Cette huile sur toile est une nature morte qui représente un vase chinois rempli d'anémones posé sur une table dans un intérieur décoré. Elle est conservée au musée d'Art de Baltimore, à Baltimore, aux États-Unis.